# 1-ша танкова дивізія (СРСР)
1-ша танкова Червонопрапорна дивізія (1 тд) — військове з'єднання, танкова дивізія, автобронетанкових військ Червоної армії, що існувало у 1940—1941 роках.

## Історія з'єднання
1-ша танкова дивізія була сформована у червні 1940 року в таборі Струги Красні Ленінградської області Ленінградського військового округу. Формування з'єднання здійснювалося на основі 20-ї важкої танкової та 34-ї легкотанкової бригад, частин 25-ї кавалерійської дивізії, а також окремих підрозділів округу. Першим командиром дивізії став Герой Радянського Союзу генерал-майор Баранов В. І.. З'єднання разом з 3-ю танковою та 163-ю моторизованою дивізіями перебувало у складі 1-го механізованого корпусу генерал-майора танкових військ Чернявського М. Л. і було зразково-показовою танковою дивізією РСЧА.
До початку німецько-радянської війни, за станом на 22 червня 1941 року полки були укомплектовані танками БТ-5, БТ-7, Т-26, ОТ-130, Т-28, бронемашинами БА-10 і БА-20, а також декількома танками Т-50. Ударну міць дивізії становили 24 важкі танки КВ-1.
17 червня за наказом штабу Ленінградського військового округу дивізію почали передислоковувати в район Алакуртті. До 26 червня дивізія зосередилася в повному складі в районі станції Алакуртті, озера Сарі-Ярви, східних схилів гори Кустовара і розпочала підготовку до спільних наступальних дій з 42-м стрілецьким корпусом. 2-й танковий батальйон 1-го танкового полку був виділений для взаємодії зі 122-ю стрілецькою дивізією, механізований полк прикривав лівий фланг корпусу. 28 червня 3-й батальйон 2-й танкового полку відбув до резерву штабу 14-ї армії в район Кандалакші.
1 липня німецьке XXXVI командування особливого призначення за підтримки 6-ї фінської піхотної дивізії армії «Норвегія» завдали другого удару у смузі 14-ї армії на кандалакському напрямку. Дії командування підтримували 2-га танкова рота 40-го і 211-й танкові батальйони особливого призначення, в яких налічувалося близько 100 танків. На напрямку головного удару противника оборону тримали дві радянські стрілецькі дивізії: 122-га та 104-та, а також частини 1-ї танкової дивізії генерал-майора Баранова В. І..
Німці намагались прорватися фронтальним ударом на Саллу, у той час, як фінська 6-та дивізія мала намір широким обхідним маневром обійти радянські позиції з півдня та вийти до Алакуртті та Кайрали. Тим часом фінський III корпус, який займав позицію на правому фланзі армії «Норвегія», утримував 96-кілометровий фронт між Куусамо і Суомуссалмі.
4 липня 2-й танковий батальйон 1-го танкового полку і один батальйон зі складу мотострілецького полку брали участь в контратаці на правому фланзі корпусу, втім у цілому не маючи успіху. 6 липня знову частини дивізії брали участь у бою, але в умовах лісисто-болотистій місцевості змушені були атакувати малими групами. З 7 липня частини 1-ї танкової дивізії обороняли смугу в районі Юнааіванселька, Вітхарью, Кусізара, до 14 липня вела осередкові бої силами 1-го танкового полку; 2-й танковий полк в цих боях участі не брав.
14 липня прийшов наказ про відправку дивізії під Ленінград, де склалася критична ситуація. Однак в корпусі залишили по 5-6 танків у кожній стрілецькій дивізії. 9 серпня на основі відправленого в Кандалакшу 3-го батальйону 1-го танкового полку і з цих танків був сформований 107-й окремий танковий батальйон. 1-й механізований полк взагалі не міг бути відправлений, тому що був втягнутий в бої на лівому фланзі корпусу, вів бої аж до жовтня, зазнав великих втрат, був відведений до Кандалакші, де згодом був переформований у 1046-й стрілецький полк 289-ї стрілецької дивізії
17 липня ешелони з дивізією (без 3-го батальйону 2-го танкового полку, 1-го мотострілецького полку, 3-го батальйону 1-го танкового полку) вирушили через Петрозаводськ на Ленінград. Дивізія залишила через технічні несправності в Алакуртті 2 КВ-1, 23 БТ-7, 10 Т-26 і в Кандалакші — 30 БТ. За час боїв безповоротні втрати дивізії склали 33 БТ, 1 Т-26, 3 БА-10.
До 21 липня рештки 1-ї танкової дивізії, втративши значну частину своїх сил, які були попросту розтаскані тамтешнім керівництвом на дрібні підрозділи, прибули у визначений район зосередження під Ленінградом. З 22 липня її частини передислокувалися в район Великі Корчани, Пружиці, Ілляші, Гомонтово. Дивізія здійснила ще кілька переміщень і на початку серпня дивізія перебувала у резерві фронту та дислокувалася в районі: Войсковиці, Малі Париці, Сквориці, Шпаньково.
23 липня 2-й танковий полк двобатальонного складу, що був залишений за наказом маршала Ворошилова К. Є. поблизу Петрозаводська, з району Палалахти, маючи в складі 4 КВ-1, 13 Т-28, 29 БТ-7, 57 БТ-5, 32 Т-26, у тому числі 23 вогнеметних, 19 бронемашин БА-10 і БА-20, до 200 автомашин, у взаємодії з 24-м механізованим полком НКВС перейшов у наступ по дорозі Кутчезеро — Ведлозеро. Наступ мав частковий успіх, наступаючі війська просунулися лишень на 5-15 кілометрів. Після контрудару фінських частин, залишки полку відійшли до Петрозаводська і увійшли до складу сил, що тримали оборону навколо міста.
12 серпня основні сили дивізії, що перейшли на південно-західних підступах до оборони Ленінграда, перебували на визначених рубежах у районі Виползово, Кряково, Неревіци, Леліно. В дивізії залишалося тільки 58 справних танків: з них 4 Т-28 і 7 КВ-1, тому свою оборону командир побудував танковими засадами. За радянськими даними в період інтенсивних боїв з 12 до 15 серпня 1-ша танкова дивізія знищила 103 танки, 12 гармат і до 2-х батальйонів піхоти. Втрати дивізії за цей період склали: 6 танків КВ-1, 4 Т-28, 32 БТ-7, 6 Т-50, 4 Т-26 і 7 бронемашин. Після цього дивізія використовувалася в обороні дрібними групами, її частини забезпечували підтримку піхотним підрозділам, поступово відходячи до Красногвардійська.
20 серпня 1941 року в боях на Лузькій оборонній лінії рота старшого лейтенанта З. Г. Колобанова з 5 важких танків КВ-1 спільно з курсантами прикордонного училища та ополченцями Ленінграда, знищили 43 німецькі танки з 1-ї, 6-ї і 8-ї танкових дивізій, які проводили зміну своїх позицій. Особисто його танк КВ-1 в ході одного бою в районі стратегічно важливого транспортного вузла Войсковиці підбив із засідки 22 танки противника в колоні.
З 18 серпня дивізія переформовувалася і поповнювалася. 20 серпня залишки 2-го танкового полку переформовані в 51-й окремий танковий батальйон і 106-й окремий танковий батальйон.
На початку вересня дивізія оборонялася на південно-східних підступах до Красногвардійська, маючи тільки 20 КВ-1. В середині вересня, діючи спільно з 70-ю стрілецькою дивізією, оборонялася на рубежі Лігово — Пулково. 20 вересня в блокадному Ленінграді дивізія розформована, особовий склад надійшов на формування 123-ї танкової бригади.